# Ashikaga Yoshihisa
Ashikaga Yoshihisa (足利 義尚?   11 de diciembre de 1465-26 de abril de 1489) fue el noveno shōgun del shogunato Ashikaga y gobernó entre 1473 y 1489 en Japón. Fue el hijo del octavo shogun Ashikaga Yoshimasa.

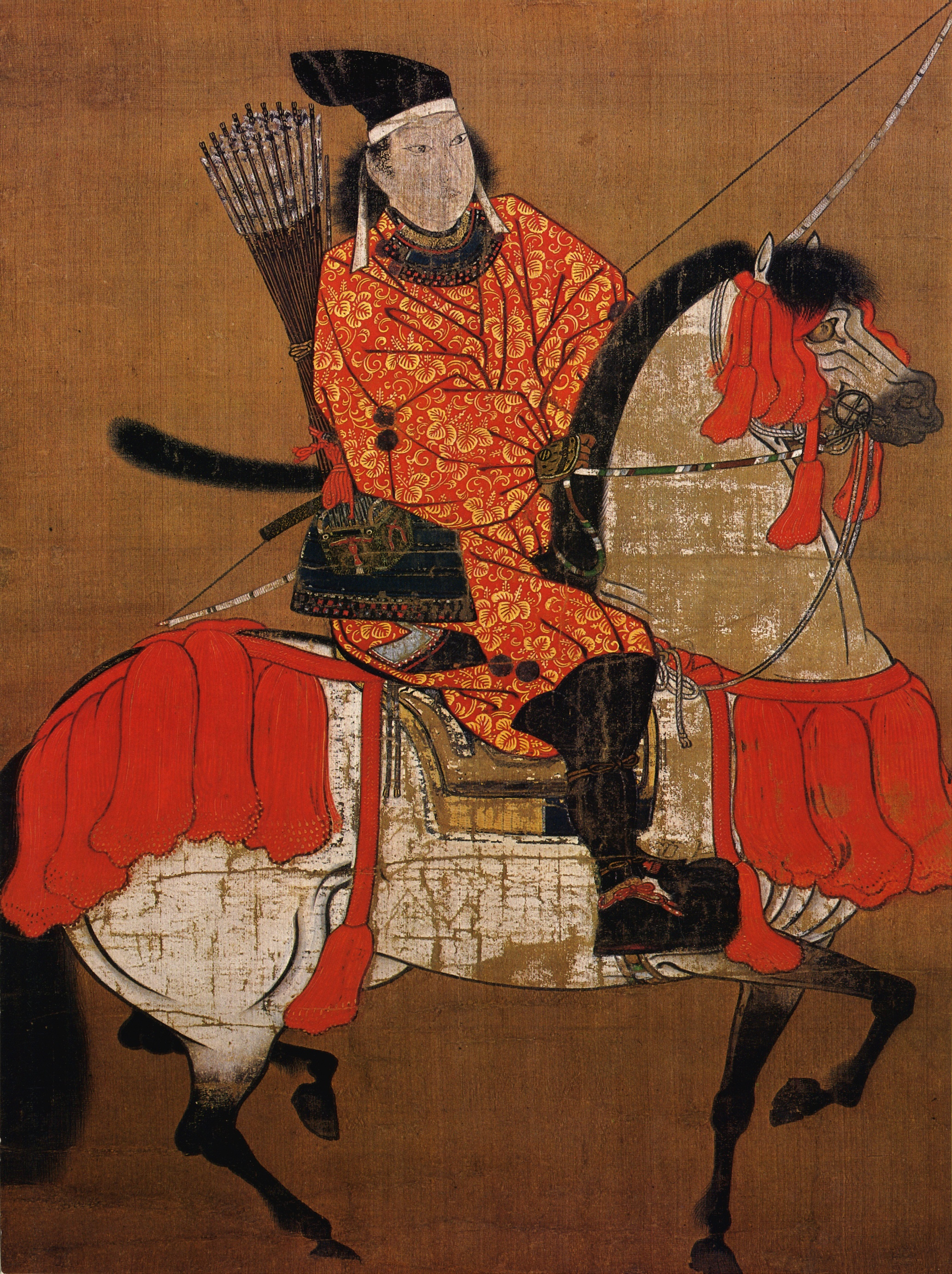
Ashikaga Yoshihisa.

En 1464 su padre, quien tenía casi 30 años, no había dado un hijo ni heredero, adoptó a su hermano menor Ashikaga Yoshimi como su sucesor. No obstante, el nacimiento de Yoshihisa desencadenó una lucha fratricida que terminó con la Guerra Ōnin en 1467, que duraría once años, dando inicio al período Sengoku, una era caracterizada por guerras. En medio de esta guerra Yoshimasa abdicó en 1473, otorgándole el título de shōgun a Yoshihisa.
Después de la Guerra Ōnin, Rokkaku Takayori, daimyō de la provincia de Omi se había apoderado de varias tierras que pertenecían a los nobles de la Corte Imperial, igual con templos y santuarios. En 1487 dirigió una campaña contra Takayori pero murió de una enfermedad en 1489 sin dejar algún heredero. Fue sucedido por su primo Ashikaga Yoshitane.
| Predecesor: Ashikaga Yoshimasa | Shogun Ashikaga 1473-1489 | Sucesor: Ashikaga Yoshitane |

- Datos: Q447639
- Multimedia: Ashikaga Yoshihisa / Q447639